# Dinguiray
Dinguiray o Dinguiraye és una població del nord de Guinea, famosa per la seva gran mesquita. És la capital de la prefectura del mateix nom a la regió de Faranah. El 2014 tenia una població de 47.250 habitants.

## Història

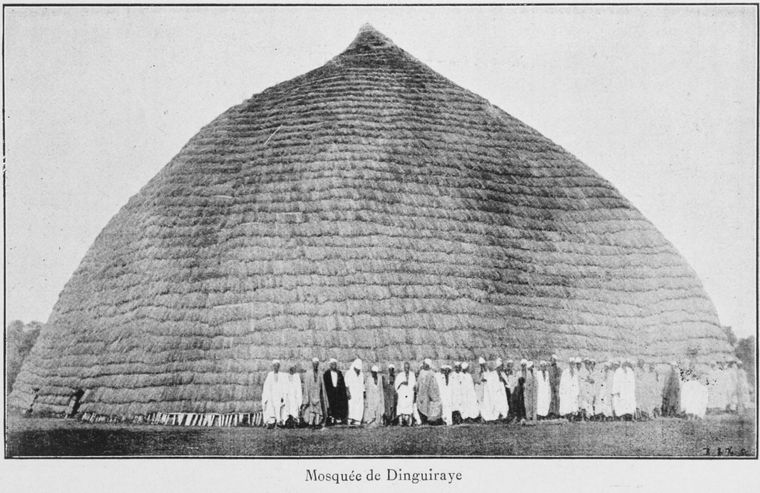
Mesquita de Dinguiraye vers 1900

al-Hadjdj Umar Tall va fundar l'Imperi Tuculor en aquesta ciutat que fou la seva primera capital. Fou també ell qui va construir una gran mesquita que fou el focus de la seva gihad de 1850. Posteriorment, a la mort de Umar, el 1864, va anar guanyant autonomia però sota l'alta autoritat d'Ahmadu Tall de Ségou (després traslladat a Nioro). El 1889 quan Ahmadu va perdre Koundian davant els francesos el Dinguiray va quedar aïllat de Kaarta, sota el governant local Aguibou que les fonts franceses esmenten com a sultà però que probablement no portava aquest títol; era fill d'al-Hadjdj Umar i germà d'Ahmadu de Ségou. Aguibou es va declarar amic dels francesos que van poder suprimir les guarnicions de Koundou i Badumbe, que controlaven les valls del Bakhoy i del Bafing, ja que no hi havia cap amenaça propera.
No obstant, al cap de poc, el rei Aguibou, esperonat per Ahmadu Tall i per Samori Turé, va organitzar un petit exèrcit i es va unir a Soriba, un cap de banda independent però que de fet servia a Samori, i es van establir a Sanguiana, una gran població del Baleya, on es preparaven per atacar als francesos. El comandant superior francès, Archinard, va avançar llavors contra Sanguiana, i en acostar-se els enemics van fugir; tota la província de Baleya es va sotmetre. Angoixat, Aguibou va tornar al Dinguiray i va fer protestes de la seva amistat amb França; en endavant de fet no va causar cap altre problema als colonialistes. Quant a Soriba, es va refugiar a Kébeia, al Oulada.
A la caiguda de Nioro a mans franceses el 1890, Dinguiray va esdevenir un estat independent de facto; Archinard va considerar necessari regular la situació d'aquest territori tuculor on regnava Aguibou. Per això, a finals d'abril de 1891, va cridar al rei a Kita i li va enviar una escorta de spahis manada pel tinent Compagnon. Aguibou va arribar a Kita a mitjan maig. Allí el rei tuculor va reconèixer els seus errors passats, va reclamar la seva fidelitat a França i va acceptar signar l'acte per la qual reconeixia a Dinguiray com a territori francès. Aguibou va restar al front de la província sota control d'un resident francès que fou el tinent Maritz; aquest va rebre instruccions de prendre possessió del país i controlar l'Oulada i Baleya a més de vigilar les relacions de Samori amb Futa Djalon. Després d'això Archinard va retornar a Kayes. Alli va deixar el govern interí al comandant de batalló Herbin i els primers mesos de juliol va embarcar cap a França.
A Dinguiray el tinent Maritz va fer conèixer la seva presència fen recórrer el país per 15 tiradors i un centenar de guerrers d'Aguibou. Durant l'absència d'aquest, els caps sofes Bilali i Soriba van envair l'Oulada; el darrer fou sorprès a Banko el 28 de juny de 1891, i es va salvar després d'una feble resistència arribant al Futa Djalon. El juliol el tinent Maritz fou advertit que s'havien produït nous pillatges al sud de Baleya; va anar al lloc i va trobar als sofes a Bissikrima, a la vora del Tankisso, i el va derrotar, marxant després a Toumania on va entrar, sent ben rebut per la població. Al mes següent va ocupar Samba-Gounian, matant a uns 30 sofes i va cremar la població; finalment els seguidors de Samori van abandonar l'Oulada i Baleya; els francesos van establir una petita posició militar a Didi, al Bouré, i en endavant la regió ja no fou teatre de més activitat bèl·lica.
Poc temps després el regne de Dinguiray fou suprimit i el país convertit en possessió directe francesa. El 1893 Aguibou fou designat sultà de Macina.

## Reis de Dinguiray
- Al-Hadjj Umar 1848-1864
- Habibu (fill) 1864-1870
- Saïdou (cosí d'umar) 1870-1876
- Vacant 1876-1878
- Aguibou, 1878-1892 (regent de Ségou 1870-1874), rei de Macina 1893-1903 (mort 1907)
- Makki 1892-1899 (nominalment regent)
- Baba Tall, cap tradicional dels tuculors sense títol reial, des de 1899